# 11584 Ferenczi
11584 Ferenczi è un asteroide della fascia principale. Scoperto nel 1994, presenta un'orbita caratterizzata da un semiasse maggiore pari a 3,0422041 UA e da un'eccentricità di 0,0835365, inclinata di 9,12528° rispetto all'eclittica.